# Ризосфера
Ризосфе́ра — узкий слой почвы, прилегающий к корням растения и попадающий под непосредственное действие корневых выделений и почвенных микроорганизмов, толщиной около 2-5 мм. Почва, не являющаяся частью ризосферы, называется основной почвой (англ. Bulk soil). В ризосфере содержится множество бактерий, которые питаются отшелушивающимися клетками, а также белками и сахарами. Кроме того, в ризосфере обитают многочисленные протисты и нематоды, питающиеся бактериями. Таким образом, большая часть круговорота питательных веществ и подавление растением различных патологических процессов происходят в непосредственной близости от корней.

## Выделения корней
Растения выделяют в ризосферу множество веществ, выполняющих различные функции. Стриголактон, растительный гормон, оказывающий влияние на микоризный гриб, стимулирует прорастание спор и порождает изменения, позволяющие грибу оплести корень растения и образовать микоризу. Паразитическое растение Striga также чувствительно к стриголактону и начинает прорастание при его обнаружении. Потом молодое растение прикрепится к корню и будет получать от него питательные вещества. Симбиотические азотофиксирующие бактерии, такие как представители рода Rhizobium, распознают неизвестное вещество, выделяемое корнями растений семейства Бобовые (лат. Fabaceae) и выделяют Nod-фактор, сообщающий растению о присутствии в близлежащей почве этих бактерий. После этого на корнях растения образуются корневые клубеньки, в которых поселяются бактерии и, снабжаемые питательными веществами, переводят азот в форму, усваиваемую растением. Несимбиотические (или «свободноживущие») азотофиксирующие бактерии поселяются в ризосфере, но только снаружи от корней нескольких растений (в том числе многих злаков) и схожим образом «фиксируют» азот в богатой азотом ризосфере растения. Хотя считается, что эти бактерии в своём местообитании не имеют прочной связи с растениями, они очень сильно отвечают на состояние растения. Например, азотофиксирующие бактерии, обитающие в ризосфере риса, проявляют суточные циклы, имитирующие таковые у растений, и, как правило, поставляют в почву больше связанного азота на стадии роста растения, когда потребность в нём особенно велика. 
Корни некоторых растений секретируют аллелопатические вещества, подавляющие развитие других организмов. Например, чесночник лекарственный (лат. Alliaria petiolata) образует вещество, которое, возможно, препятствует образованию микоризы у деревьев в смешанных лесах Северной Америки.
В ризосфере существует большое количество симбиотических микроорганизмов, стимулирующих рост растений и защищающие его от грибов и плесени (PGPR - бактерии). 